# Demenza frontotemporale
La locuzione demenza frontotemporale (sigla DFT o FTD) identifica un eterogeneo gruppo di demenze neurodegenerative non-Alzheimer che si caratterizzano per la presenza di alterazioni in senso degenerativo-atrofico dei lobi cerebrali frontale e temporale. Si tratta di un termine ombrello per diverse patologie o in alternativa di una patologia con diverse varianti; è chiamata anche demenza presenile (contrapposta alle demenze solitamente più senili come la demenza vascolare) per l'esordio solitamente intorno a 50-60 anni, e spesso può essere confusa con la forma precoce della malattia di Alzheimer; in quest'ultima però è la memoria che viene primariamente compromessa, mentre la DFT si segnala all'esordio con cambiamenti di personalità improvvisi e stranezze comportamentali-motorie in assenza di patologie psichiatriche o neurologiche pre-esistenti, e solo in seguito per una parziale perdita di memoria, assieme al deficit cognitivo e motorio crescente. Nel DSM-5 viene denominata come disturbo neurocognitivo frontotemporale maggiore o lieve (331.19).

## Descrizione
La demenza frontotemporale è una demenza primaria (ovvero che non riconosce una condizione morbosa preesistente come momento causale, a differenza ad esempio della demenza vascolare causata da ictus) che comprende diverse entità clinico-patologiche, con molti sintomi cognitivi neuropsichiatrici in comune ma ognuna con peculiarità specifiche e caratteristiche salienti.
Demenze frontotemporali con declino delle capacità di comunicazione
- afasia primaria progressiva
- demenza semantica

Demenze frontotemporali con disturbi motori progressivi
- demenza frontotemporale con amiotrofia, che può comparire anche assieme alla malattia del motoneurone (es. sclerosi laterale amiotrofica)
- demenza frontotemporale e parkinsonismo associata al cromosoma 17
- degenerazione cortico-basale

Demenze frontotemporali con variabili comportamentali
- malattia di Pick

## Eziologia
La causa è da ricercare in mutazioni genetiche specifiche per ogni sindrome, come la presenza dei corpi di Pick e di proteine tau, o, nella forma amiotrofica, la morte dei motoneuroni, danni al bulbo encefalico e contemporaneamente dei neuroni cognitivi vicini ad essi; questo causa la progressiva atrofizzazione di parte dei lobi frontali e dei lobi temporali.

## Profilo clinico e criteri diagnostici
A differenza della malattia di Alzheimer, le demenze frontotemporali si caratterizzano per la precoce insorgenza (quarto e quinto decennio di vita, con il 60% dei casi che si verifica tra i 45 e i 64 anni) e per una spiccata familiarità, talora intorno al 50% dei casi.
Benché l'utilizzo di metodiche di neuroimmagine sempre più raffinate possa fornire dati suggestivi per identificare una malattia in un quadro di demenza frontotemporale, l'unico elemento in grado di fornire dati dirimenti è un contesto anamnestico che identifichi le precipue alterazioni di questo gruppo di malattie. Solo una biopsia cerebrale (raramente effettuata per la sua pericolosità, restando comunque la patologia inguaribile anche se diagnosticata correttamente), o meglio il reperto dell'autopsia, può confermare la differenza tra la DFT e l'Alzheimer a insorgenza precoce.
In particolare, si deve tener conto che i quadri di demenza progressiva frontotemporale non sono dominati dalle turbe cognitive e della memoria, costanti invece nella malattia di Alzheimer. Vi sono molti comportamenti e sintomi comuni fra la DFT e altre malattie quali le demenze corticali  (malattia di Alzheimer, demenza da corpi di Lewy), patologie psichiatriche gravi, demenze giovanili (es. corea di Huntington), paralisi sopranucleare progressiva e altre demenze.
L'orientamento diagnostico verso una demenza frontotemporale viene suggerito da: 
- declino cognitivo ma senza grave perdita di memoria (conservata per lungo tempo, con amnesia selettiva rara e fluttuante)
- disinteresse improvviso per la cura della persona, tristezza e abulia immotivate (diagnosi differenziale con la depressione di mezza età o quella degli anziani di 65-70 anni, che non hanno però grandi sintomi neurologici, o con il deterioramento cognitivo lieve degli anziani)
- disturbi dell'umore e paranoia a insorgenza improvvisa, ma senza la presenza di una precedente malattia psichiatrica in età giovanile  (es. disturbo bipolare, schizofrenia, disturbo delirante...)
- atteggiamenti stereotipati, perseverativi, compulsivi e ripetitivi
- cristallizzazione del pensiero, delirio, ansia, aggressività immotivata unita a disturbo del controllo degli impulsi
- bulimia alternata ad anoressia, iperoralità e iperfagia, logorrea alternata a mutismo e afasia, disinibizione e ipersessualità (o al contrario apatia, timidezza e anedonia)
- disfasia, afasia (sia afasia non fluente, sia demenza semantica)
- precoce aprassia (incapacità o difficoltà a svolgere compiti semplici), disprassia
- in alcuni casi ecoprassia (imitare comportamenti altrui) ed ecolalia (ripetere parole)
- in fase avanzata: possibile parkinsonismo (come anche nella demenza parkinsoniana; specie nella malattia di Pick e nella demenza frontotemporale e parkinsonismo associata al cromosoma 17, con tremore a riposo, festinatio e camptocormia), atassia, possibile atrofia muscolare (atrofia da disuso, tranne nella demenza frontotemporale con amiotrofia dove si tratta invece di vera atrofia da denervazione dovuta alla perdita dei motoneuroni), più comuni che nell'Alzheimer; forte rigidità, disfagia, disturbi respiratori; amimia o ipoamimia (perdita o riduzione dell'espressione facciale, come nel Parkinson)
- decorso più rapido dell'Alzheimer (sopravvivenza media di 7 anni, tra un minimo di 2 e un massimo di 10-15, 20 anni in casi rari)

### Diagnosi differenziale
- Malattia di Alzheimer (forma precoce)
- Schizofrenia, disturbo bipolare, depressione e altre patologie psichiatriche gravi
- Demenza parkinsoniana e demenza da corpi di Lewy
- Malattia di Huntington
- Paralisi sopranucleare progressiva
- Demenza vascolare da ischemia, da tumore cerebrale, demenza causata da farmaci, da trauma, da agenti esterni (tossicità da metalli pesanti, da stupefacenti e da alcool), da encefalite, da fattori endocrini, da carenza vitaminica, da malattie metaboliche, ecc.

## Trattamento e stato della ricerca
Non esiste una cura. Il trattamento è sintomatico (farmaci utilizzati per Alzheimer, per alcuni sintomi della malattia di Parkinson e per la SLA, antipsicotici, antidepressivi, psicoterapia, riabilitazione) e di sostegno (fisioterapia, caregiving, idratazione e nutrizione artificiale, respirazione assistita).
La ricerca, molto importante dato che la DFT colpisce persone che spesso sono ancora relativamente giovani e in attività lavorativa, si concentra sul ramo dell'epigenetica, in particolare sulle modificazioni degli istoni - proteine di base che si legano al DNA - e sulla metilazione del DNA stesso;  uno studio congiunto tra neurogenetisti dell’Università di Toronto ed alcuni ricercatori italiani (tra cui il gruppo coordinato dei professori Lorenzo Pinessi ed Innocenzo Rainero, Dipartimento universitario di Neuroscienze e dipartimento di neurologia dell'ospedale Molinette della Città della Salute e della Scienza di Torino), hanno dimostrato, su modelli animali, che alcune molecole chimiche possono modulare i processi di metilazione, rallentando così la malattia.
L'esame del liquido cerebrospinale di 116 persone affette da demenza fronto temporale e di 39 parenti sani ha portato all'analisi di 4.000 proteine tra le quali sono emersi quattro gruppi che cambiano con manifestarsi della malattia. Mentre crescono le proteine che codificano le informazioni genetiche, diminuiscono quelle dedite alla comunicazione dei neuroni, dei nervi e del sistema di "pulizia" cerebrale.